# Mário Pires
Mário Pires (nacido en 1949) es un político de Guinea-Bisáu que fue Primer Ministro del país de 2002 a 2003. Es miembro del Partido de la Renovación Social (PRS).

## Carrera
Pires asumió el cargo de Primer Ministro el 17 de noviembre de 2002, cuando fue nombrado por el presidente Kumba Ialá después de que éste disolviera la Asamblea Nacional Popular y convocara elecciones parlamentarias anticipadas. Esa elección, que inicialmente se planeó para un plazo de 90 días, se retrasó posteriormente desde febrero de 2003 a abril, luego a julio y luego al 12 de octubre de 2003. Después de que la comisión electoral anunciara en septiembre que no había podido finalizar el registro de votantes a tiempo para cumplir con la fecha planeada de octubre, los militares tomaron el poder en un golpe de Estado el 14 de septiembre de 2003, destituyendo a Ialá y Pires de sus cargos. Antes del golpe, Pires había advertido que se produciría una nueva guerra civil si la oposición ganaba las elecciones.
Pires fue posteriormente nombrado como jefe de la Compañía de Agua y Electricidad de Guinea-Bissau (EAGB).